# Castillo de Lorca
El Castillo de Lorca (Murcia, España) es una fortaleza de origen medieval construida entre los siglos IX y XV. Comprende una serie de estructuras defensivas que, durante la Edad Media, convirtieron a la ciudad y a su fortaleza en un punto inexpugnable del sureste peninsular. El castillo de Lorca fue un bastión clave en las contiendas entre cristianos y musulmanes en la frontera de Granada. Se encuentra catalogado como Bien de Interés Cultural y dentro de la delimitación del conjunto histórico-artístico de Lorca.
Por su extensión, 640 metros de largo por unos 120 metros en su punto más ancho, una superficie de 52000 metros cuadrados y un perímetro amurallarado de 1426 metros, es uno de los castillos más grandes de España.

## Historia

### Primeras noticias

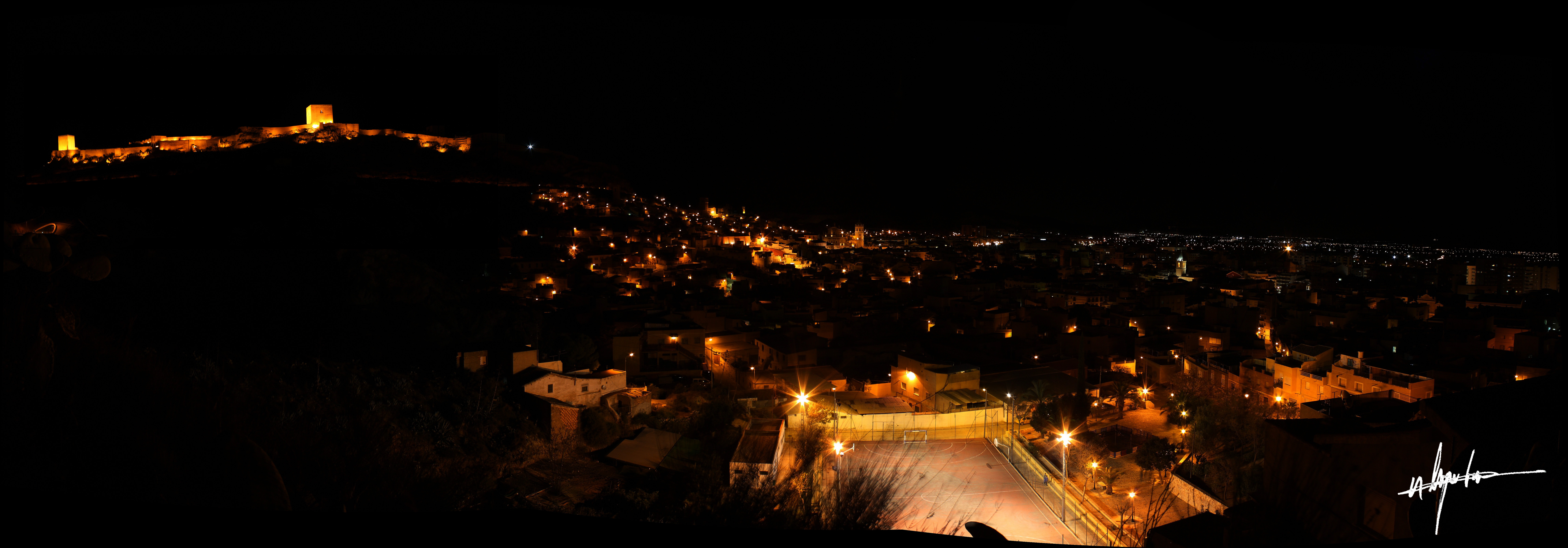
Panorámica nocturna del castillo y de la ciudad de Lorca.

Los trabajos arqueológicos realizados en distintas ocasiones en el castillo demuestran el poblamiento ininterrumpido del cerro sobre el que se asienta desde el Calcolítico. Las excavaciones arqueológicas efectuadas en el mismo entre 1999 y 2001, junto a las efectuadas en distintos solares del casco urbano, demostraron la existencia de un gran poblado argárico (Edad del Bronce) que se extendía bajo el castillo y la actual ciudad de Lorca. De dicho poblado argárico se documentaron enterramientos, viviendas e incluso la cimentación de la muralla que lo protegía bajo el casco urbano de la ciudad actual.
Una vez documentada la muralla de la Edad del Bronce, resulta muy difícil aventurar cuándo existió por primera vez un bastión defensivo en el cerro del Castillo. Las primeras noticias escritas de un castillo en el cerro de Lorca proceden de fuentes musulmanas que, ya en el siglo IX de nuestra era, citan a la ciudad de Lurqa como una de las más importantes de la Cora de Tudmir.

### El castillo musulmán
Bajo dominio islámico, el castillo de Lorca se convierte en una fortaleza inexpugnable por lo escarpado del cerro sobre el que se asienta. Su interior quedará compartimentado en dos mitades por el muro del Espaldón. En la parte occidental quedará la alcazaba propiamente dicha, mientras que en el sector oriental quedará el barrio de Alcalá de la medina musulmana.
De los muros del actual castillo partían por las laderas del cerro las murallas que abrazaban el resto de barrios, arrabales y zocos situados en la ladera del mismo.

### Lorca: fortaleza cristiana
Con la conquista de Lorca por el infante Don Alfonso de Castilla (futuro Alfonso X) en 1244, la fortaleza se convertirá en un enclave estratégico de primera magnitud al constituir la avanzadilla  frente al reino nazarí. Durante más de 250 años, el Castillo de Lorca vigilará la frontera entre el reino cristiano de Murcia y el musulmán de Granada.

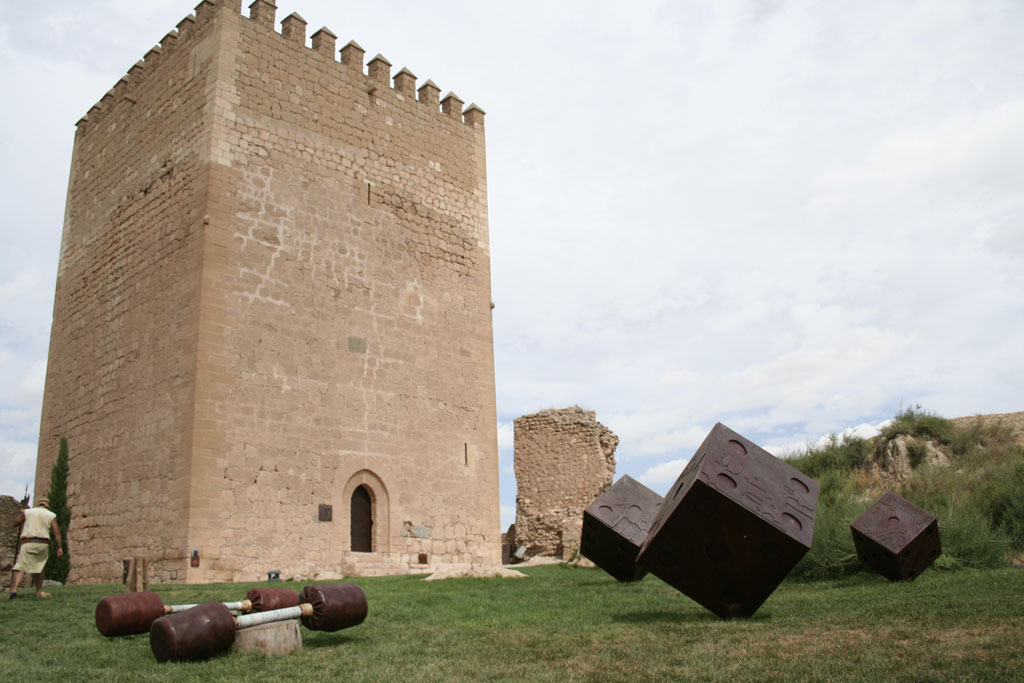
Torre del Espolón, antes del terremoto de 2011.

Esta situación tan privilegiada fue el motivo que obligó a los monarcas castellanos a esforzarse para repoblar la zona y construir y mantener las defensas más adecuadas para el Castillo. El propio Alfonso X mandó:

...por saber que he de poblar los alcaçares et la villa de Lorca de christianos que yo gane de moros... et porque ayan mas et mas do et otorgo a todos los christianos vezinos et moradores en los alcaçares et en la villa de Lorca [...] casas mayores y pobladas con sus cuerpos [...] todas cosas pora siempre et jamas

Será Alfonso X quien ordene también la construcción de las torres Alfonsina, del Espolón y la de Guillén Pérez de Pina (hoy perdida), así como el refuerzo de los muros del castillo y la reconstrucción de los que se encontraran dañados. Hasta tal punto fue la intervención cristiana que apenas quedan vestigios del castillo musulmán, salvo en el muro del Espaldón y en algunos cimientos de los muros actuales.
Con la conquista castellana, el barrio de Alcalá, en el seno del castillo, recibió nuevos pobladores. Las obras del Parador de Nacional de Turismo pusieron al descubierto los restos de la Judería de Lorca, cuyos orígenes se remontan al siglo XIV.

#### La judería y la sinagoga de Lorca

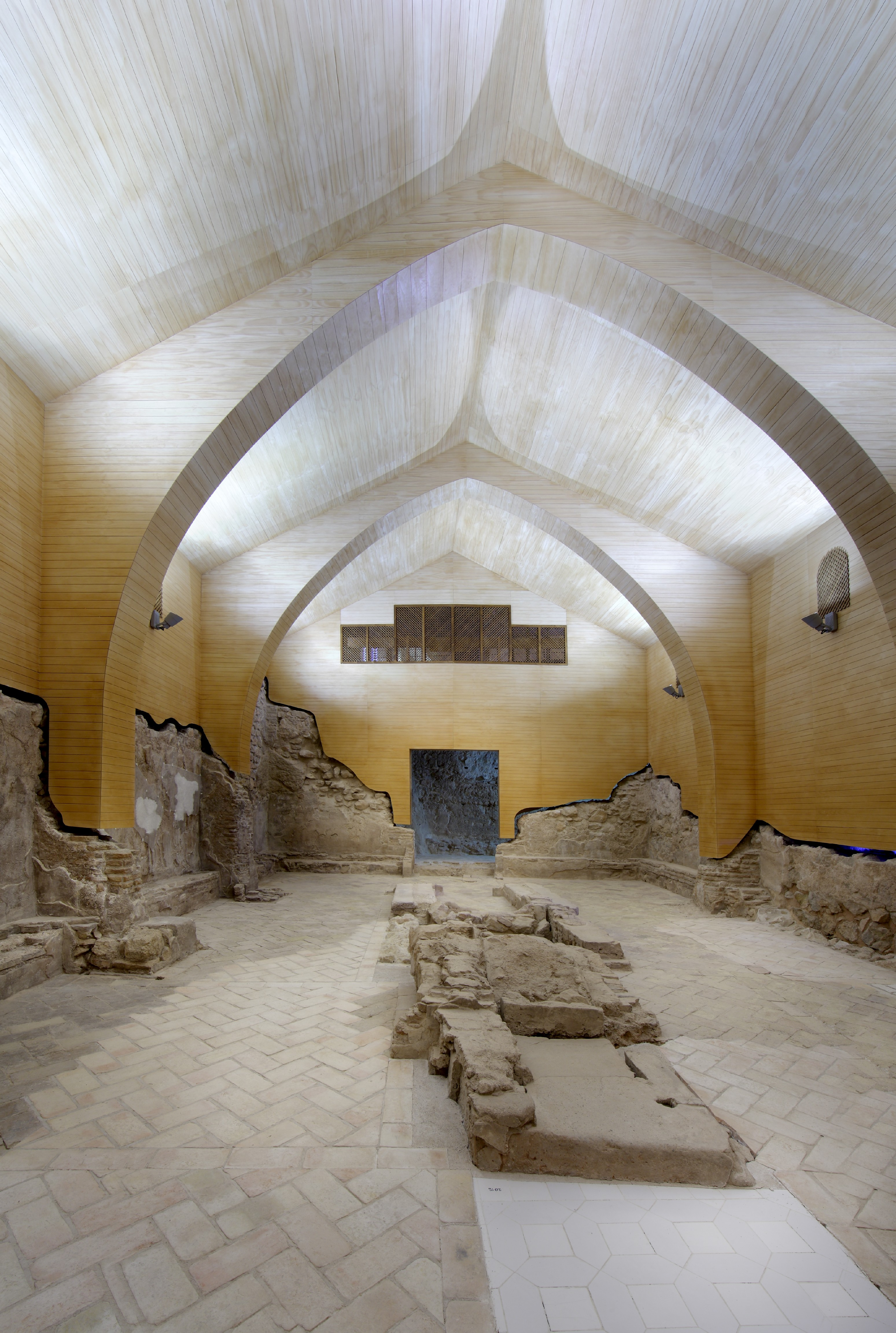
Imagen del interior de la Sinagoga de la judería del castillo de Lorca.

El barrio judío de la Lorca medieval se encontraba dentro de la alcazaba, separado del resto de la ciudad por sus muros. La separación física de los barrios tenía como objetivo la protección de los judíos, pero al mismo tiempo significaba una clara división étnica de la comunidad de Lorca, dejando a los cristianos en la parte baja de la ciudad y a los judíos en la más apartada. La judería estuvo en activo hasta la expulsión de los judíos de España en 1492, quedando entonces despoblada.
Los restos de la judería de Lorca se extienden sobre una superficie de unos 5.700 metros cuadrados. Hasta el momento se han excavado un total de 12 viviendas y una sinagoga del siglo XIV-XV (única hallada en la Región de Murcia). Los restos arqueológicos se pueden visitar en el sótano del Parador de Turismo y en la exposición Luces de Sefarad.
Las calles presentan un trazado muy irregular, adaptándose a la pendiente del terreno, dividido en cuatro terrazas. La sinagoga ocupa el lugar central, y a su alrededor se distribuyen las viviendas. Estas presentan planta rectangular, con varias estancias compartimentadas. Presentan alcobas sobreelevadas, siendo común la presencia de rebancos adosados a los muros, cocinas, tinajeros o alacenas.

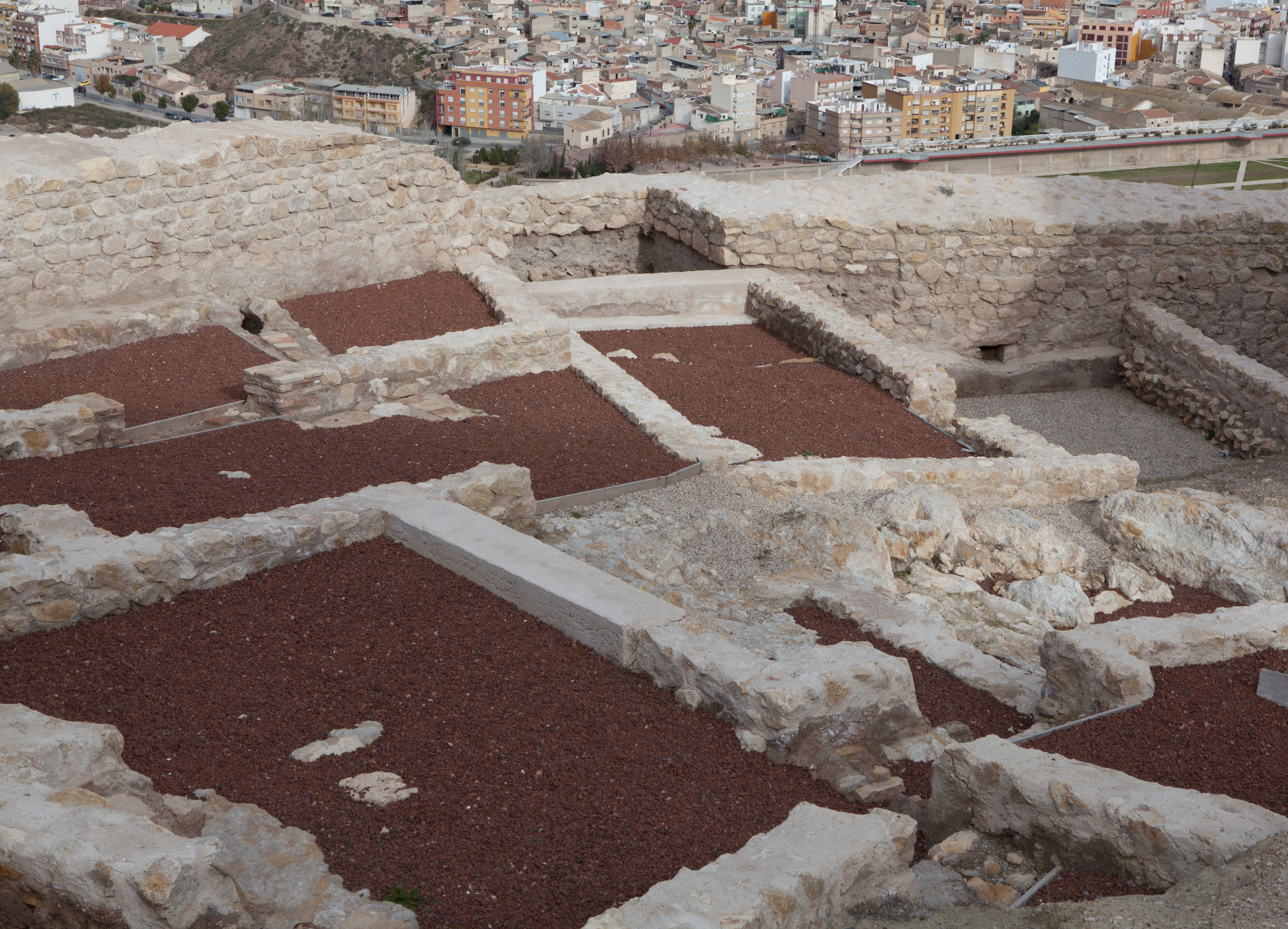
Vista parcial del parque arqueológico de la Judería.

La piedra angular del conjunto arqueológico es la sinagoga de Lorca. Se encuentra semiexcavada en el suelo para poder ganar altura en su interior mientras exteriormente no destaca sobre el resto de construcciones. De esta manera cumplía con las leyes vigentes en la época. Se accede al edificio a través de un patio en cuyo lado se abren dos vanos de acceso, mientras que a la galería de mujeres se accede por un vano exterior independiente. El interior de la sala de oración conserva el lugar donde se guardaban los rollos de la Torá, un nicho (hejal) que estaba decorado con yeserías de estilo gótico. También se conservan los restos del zócalo donde se colocaba la bimá, lugar de lectura de la Torá. A lo largo del perímetro de la sala de oración se disponía un rebanco corrido donde se sentaban los varones. Como en otras sinagogas, las mujeres tenían un espacio reservado, conocido como matroneum, y que en Lorca estaba situado sobre el vestíbulo.

### Desde el sigloXValXVIII
Con la desaparición de la frontera tras la conquista de la actual provincia de Almería en 1488, y la de Granada en 1492, decae enormemente la importancia del Castillo de Lorca, ahora muy sobredimensionado para la reducida guarnición que lo pasó a custodiar. Además, con la expulsión de los judíos decretada por los Reyes Católicos, desaparecen también los últimos pobladores de la judería, despoblándose por completo el barrio de Alcalá. La mayor seguridad reinante provocó que el núcleo urbano de Lorca pasara a ocupar zonas más llanas del valle, alejándose en consecuencia del Castillo.
El resultado final de todo este proceso fue el abandono completo de la fortaleza, que para el siglo XVIII amenaza ya incluso ruina en muchos de sus sectores.

### ElsigloXIX
El comienzo del siglo XIX verá la revitalización del castillo con motivo de la Guerra de Independencia de España. Muchos de sus muros y dependencias se verán reparados; en otros casos se efectuarán modificaciones que cambiarán por completo su aspecto medieval, como la batería que se construyó para batir con artillería la zona de Murviedro, o las caballerizas bajo esta.

### ElsigloXX
El 4 de junio de 1931 el castillo de Lorca se declara, y en especial a su torre Alfonsina, Monumento Histórico Nacional. El 5 de marzo de 1964 se declara conjunto histórico-artístico al casco antiguo de Lorca, englobando también la Fortaleza.

### Terremoto de 2011
El castillo de Lorca resultó seriamente dañado en su muralla y la Torre del Espolón. A pesar de los daños se mantuvo abierto con su programación estival, visitas nocturnas, etc.

## La Torre Alfonsina

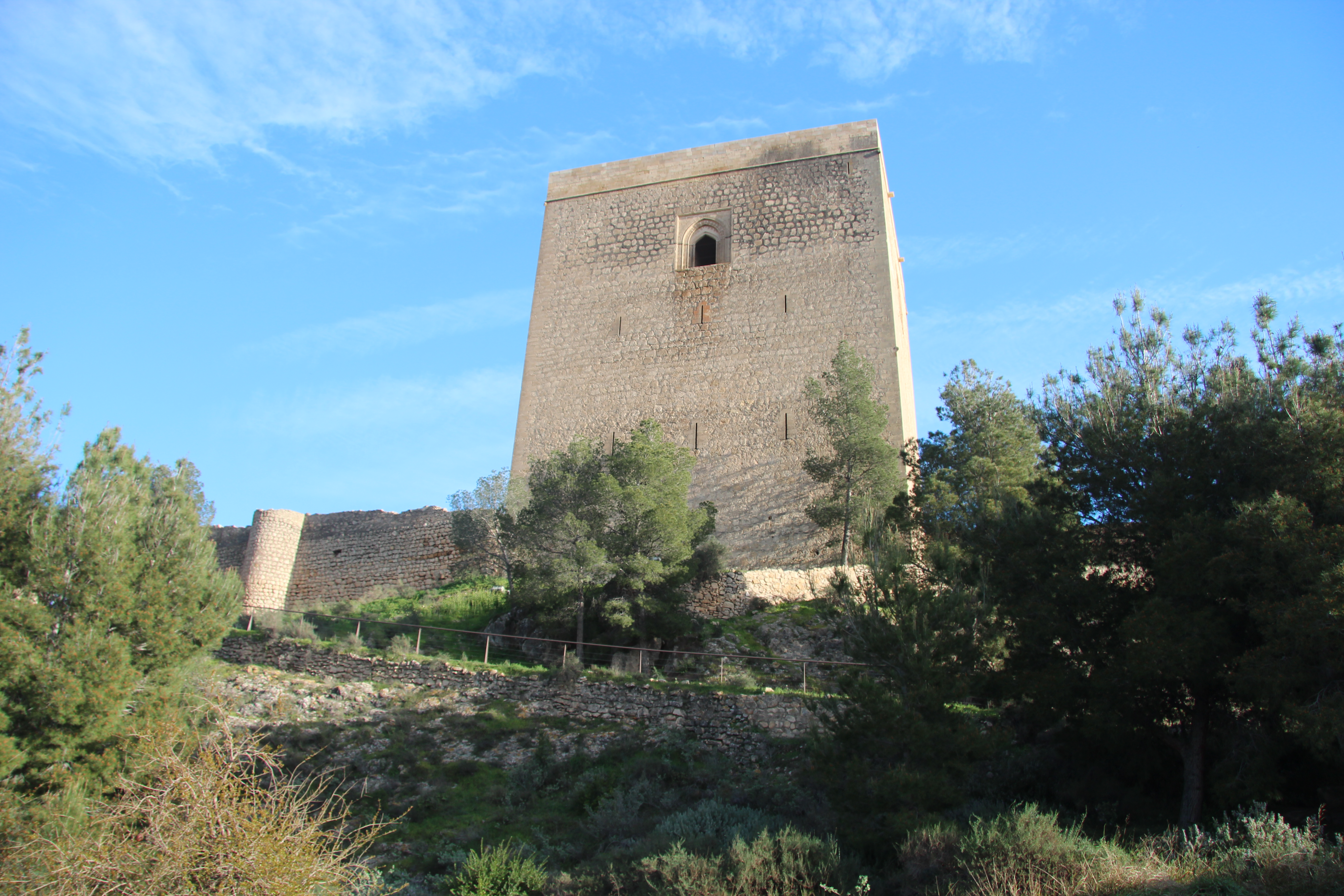
Vista de la Torre Alfonsina.

La Torre Alfonsina recibe su nombre del Rey Alfonso X que ordenó su construcción tras la conquista de la ciudad de Lorca en 1244. Fue erigida en el punto más alto del cerro del castillo sobre los cimientos de otra torre islámica, de dimensiones más modestas, arrasada para su construcción.
La torre presenta planta rectangular, con unas dimensiones de 22,70 por 19'40 metros. Sus muros presentan un gran espesor de 4 metros que le permiten alcanzar casi los 30 metros de altura. El edificio se articula en 3 plantas y una terraza a los que se accede mediante unas escaleras que discurren en el interior del muro, quebrando en las esquinas del edificio. La estructura se apoya en un gran pilar central con unas dimensiones de 6 metros de largo por 3,25 metros de ancho.
Las plantas están cubiertas mediante bóveda esquifada realizada en ladrillo. En cada planta, que alcanza unos 8 metros de altura, encontramos ocho paños romboidales de bóveda, resueltos a modo de pechinas en sus esquinas.
La iluminación de las dos primeras plantas se realiza mediante 8 saeteras en cada una. En la tercera planta se abren cuatro grandes ventanales compuestos por un alfiz que enmarca un gran arco apuntado en cuyo intradós se dobla con otro algo más retranqueado.

## La Torre del Espolón

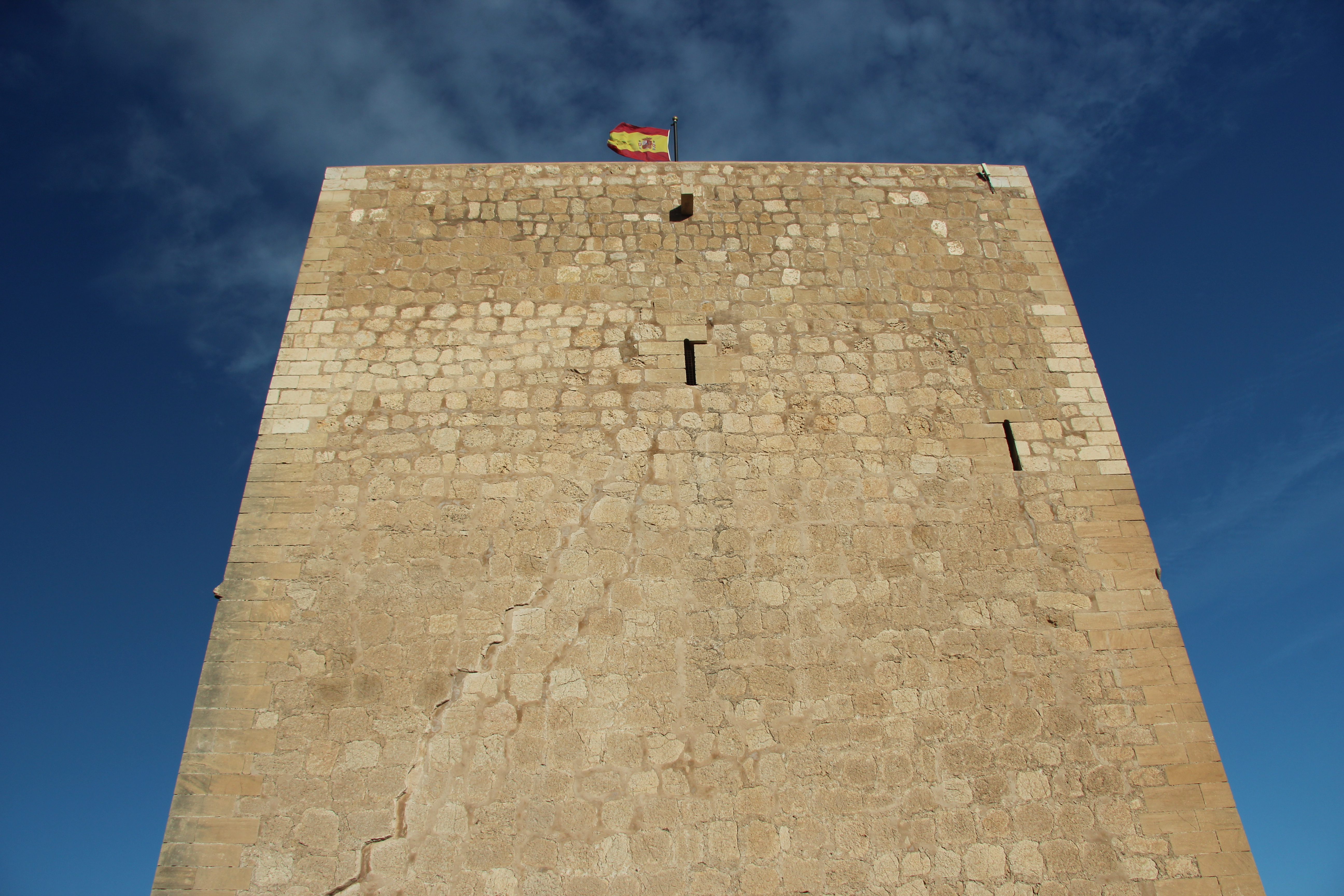
Torre del Espolón tras los daños del terremoto de 2011.

La torre se sitúa en el extremo occidental del castillo. Su construcción fue paralela a la de su hermana la Torre Alfonsina, como demuestran las marcas de cantería coincidentes en ambas construcciones. Presenta una planta cuadrada de 13 metros de lado. Se articula en dos plantas cubiertas mediante bóveda de crucería en ladrillo con los nervios labrados en piedra, terraza almenada y aljibe en el sótano. La comunicación entre los distintos niveles se realiza mediante una escalera embutida en el muro que dobla en las esquinas del edificio, tal y como ocurre en la Torre Alfonsina. La iluminación interior se realiza mediante saeteras.
La torre quedó seriamente dañada tras el terremoto que sacudió la localidad de Lorca en mayo de 2011. Desde principios del año 2012 ya se encuentra restaurada, cambiando su imagen al no reponer las almenas que la caracterizaban, según el arquitecto director de las obras, Francisco Jurado, por «falta de evidencia histórica de su existencia».

## "Lorca Taller del Tiempo"

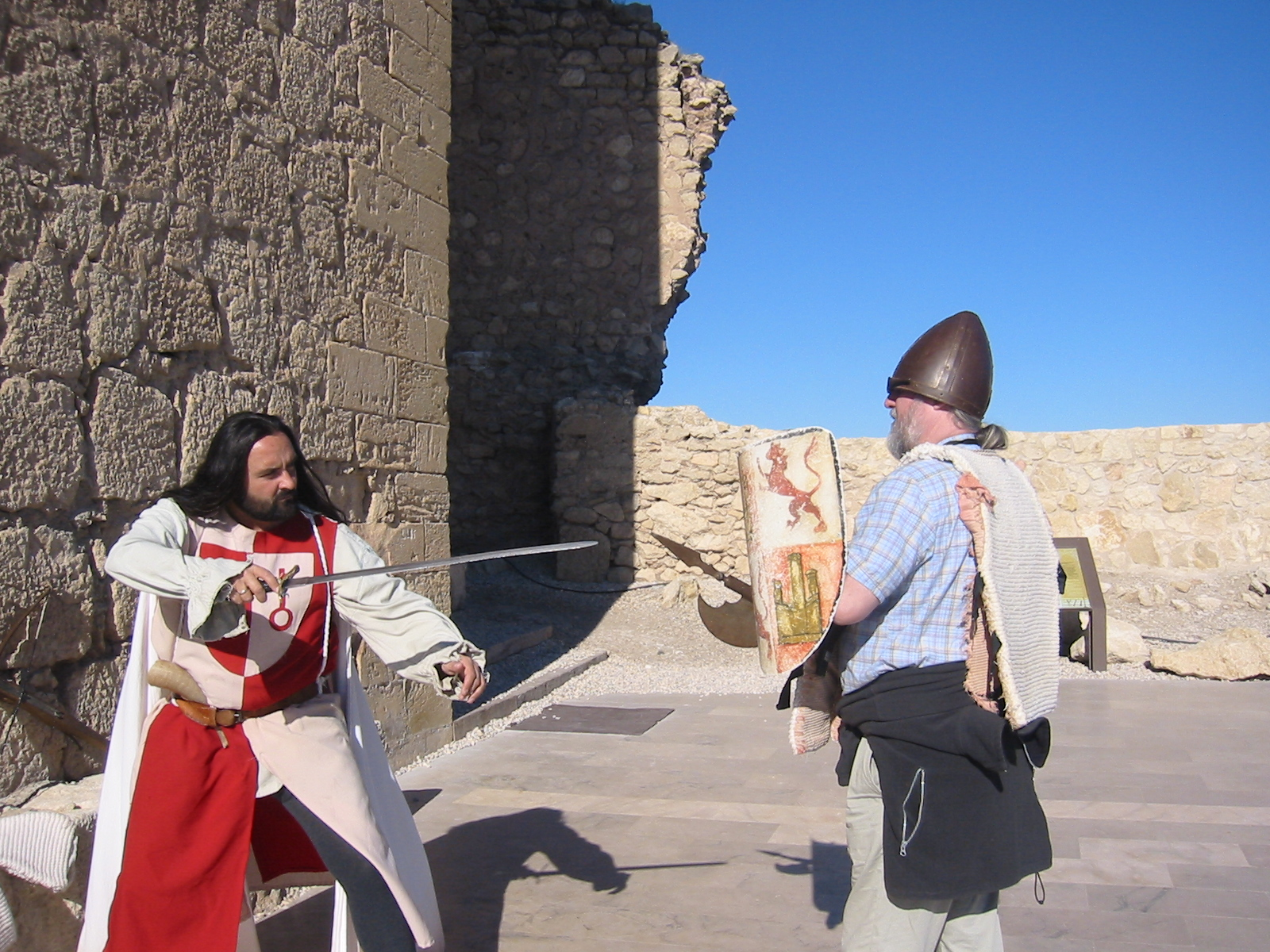
Una de las representaciones medievales de "Lorca Taller del Tiempo" en el castillo.

Lorca Taller del Tiempo es la marca de turismo cultural de Lorca. La empresa que explota el conjunto amurallado del Castillo de Lorca como espacio temático patrimonial es LORCATUR, Lorca Taller del Tiempo, SAU. Se organizan distintas actividades lúdicas durante todo el año, como visitas teatralizadas, cetrería, talleres, visitas guiadas,actividades nocturnas, etc.
La iniciativa Taller del Tiempo, también incluye el Tren Turístico que recorre la ciudad partiendo del Centro de Visitantes, antiguo Convento de la Merced y puerta de entrada para la ruta temática.
Además organiza rutas por la ciudad y por el término municipal. La última ruta con origen en el terremoto del 11 de mayo de 2011 es "Lorca, Abierta por Restauración" donde se puede ver de primera mano la restauración de los edificios patrimoniales dañados por el sismo de mano de un guía oficial de turismo.

## Parador de Turismo

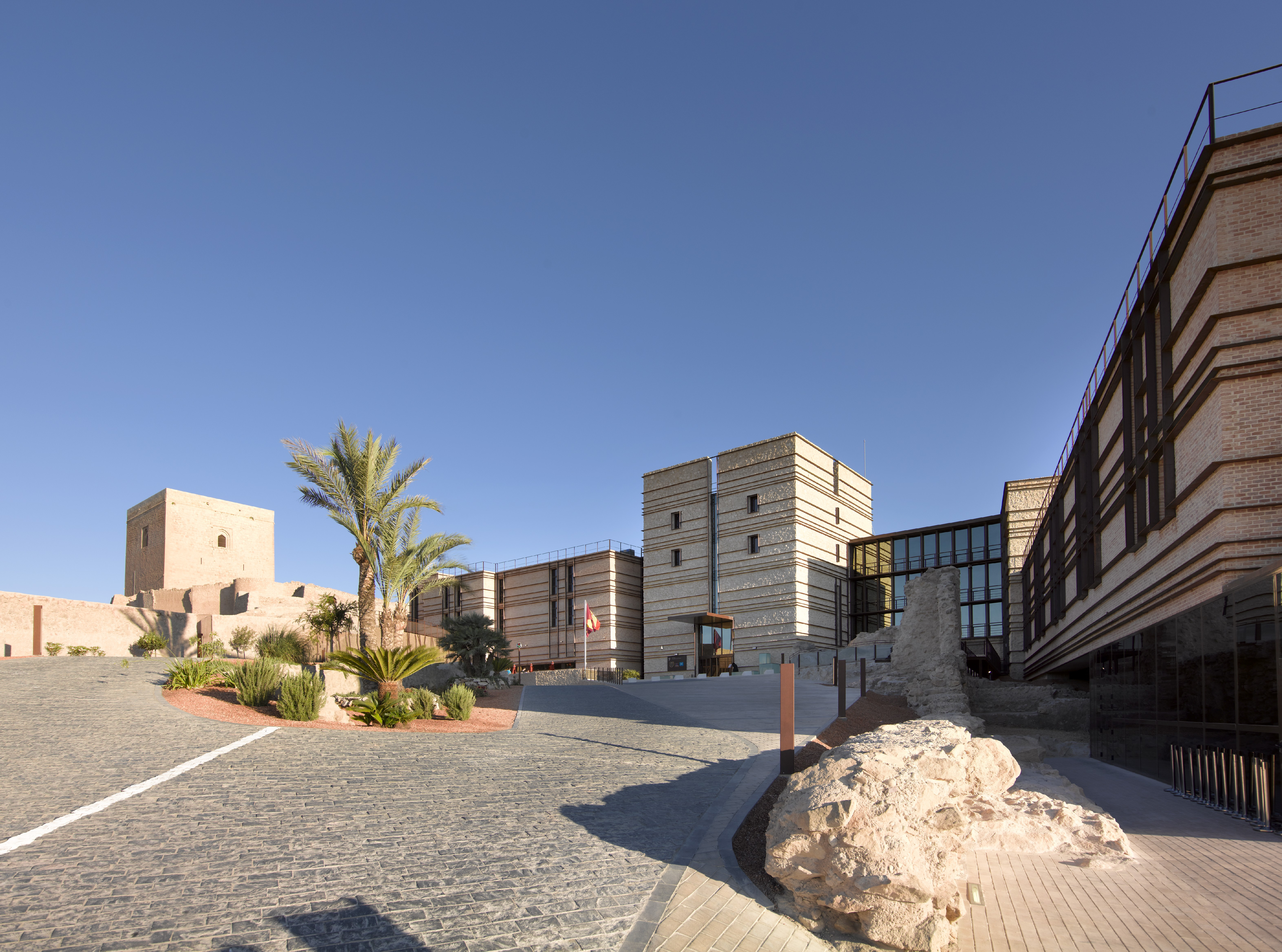
Vista de la fachada principal del Parador de Turismo de Lorca, con la Torre Alfonsina a su izquierda.

Dentro del recinto del castillo se encuentra situado el Parador de Turismo de Lorca. Consta de 67 habitaciones y 9 suites.
Con motivo de su construcción se han realizado excavaciones arqueológicas a lo largo de tres años, donde se halló una sinagoga y una judería. A pesar de los hallazgos, las obras prosiguieron adaptando el proyecto del Parador donde se integrarían los restos encontrados. Parte de la comunidad científica se mostró en contra de las obras dentro del recinto amurallado.
Según el alcalde de Lorca, Francisco Jódar, el Parador estaría acabado para el año 2010. El 22 de julio de 2010, el secretario de Estado de Turismo, Joan Mesquida, visitó las obras de la instalación hotelera y se barajó como fecha de inauguración el segundo semestre de 2011. Pero las obras se vieron afectadas por el terremoto de Lorca, provocando el último retraso en un parador que tenía como fecha de apertura, al inicio de sus obras, finales del año 2007 y que no fue hasta el 12 de julio de 2012 cuando fue inaugurado por la Reina Sofía.